# 中国国民党中央财务委员会
中国国民党中央财务委员会，全稱中国国民党中央委员会财务委员会（原稱中国国民党中央执行委员会财务委员会），是中國國民黨中央委員會主管财务与党产企业的机构。

## 历史
1914年6月23日，孙中山在日本东京成立中华革命党，财务部部长张静江，副部长廖仲恺。1919年10月10日孙中山把中华革命党改组为中国国民党，财务部部长廖仲恺。
1935年11月12日至22日，国民党在南京召开第五次全国代表大会。中央财务委员会主任委员居正，副主任委员麦焕章、苗培成。
1945年5月，国民党在重庆召开第六次全国代表大会，5月17日六全大会第17次会议通过了陈果夫主导的《关于筹措党费之决议案》，规定运用党费基金创办各种党营生产事业，以巩固党的经济基础，以期“以党养党、党费自给”。陈果夫任中央财务委员会主任委员，其中第四组负责党务经费之审核，党营事业管理委员会执掌各党营企业管理，基金保管委员会为司库并规定党营企业盈余的25%解缴中央补助党费支出。抗战胜利后主持经营“党营生产事业”，接管大批敌伪资产，开办公司、银行等；还将文化、新闻、电影、广播单位改为“党营”。先后担任中国农民银行董事长、中央合作金库理事长、土地开发公司理事长等职其中，青岛齊魯企業（董事长曾养甫，青岛啤酒厂为其投资经营的十大企业之一）、天津恒大公司（掌控中华火柴厂、东亚烟草厂、东亚面粉厂）、上海树华公司、永业盐业公司（汪天行创办）、亚东建新公司（北平三和铁工厂、北平中兴铁工厂等）、亚东银行、大中银行（抗战胜利后以汉奸嫌疑被收购，董事长赵棣华）、安徽农产公司、济南兴济公司、沈阳益华公司、台湾兴台公司，为中国国民党中央财务委员会直接投资、管控的11家中央党营企业。同时，各地方党部也纷纷建立起各级地方党营企业，如广东岭南公司、江苏聚源企业有限公司等。1948年8月19日，行政院颁布《财政经济紧急处分法令》，废除法币，发行金圆券，实行币制改革。中国国民党中央财务委员会随即发布 (37)务会字第1870真代电，饬令各党营企业积极拥护币制改革以为表率，结果金圆券改革失败，各党营公司资金损失殆尽，一蹶不振，成为在大陆经营由盛转衰的分水岭。
1950年在台湾，蒋介石免去陈果夫的中央财务委员会主任委员职务，同时裁撤由陈果夫任董事长的中央合作金库、陈果夫任董事长的中国农民银行只保留名义，设立保管处，并下令改组由陈果夫任董事长的农业教育电影公司，由蒋经国接办。1950年8月，在台北成立中国国民党中央改造委员会，俞鸿钧任中央财务委员会主任委员。
1955年4月4日至1957年10月26日，徐柏园兼任中国国民党中央财政委员会主任委员。1957年10月26日至1970年10月14日，徐柏园兼任中国国民党财务委员会主任委员。
1970年10月，俞国华兼任中国国民党文化经济事业管理委员会主任委员。1972年5月，俞国华任国民党中央财务委员会主任委员。副主任委员王绍堉。
1978年6月，钟时益任行政院主计处主计长兼经济建设委员会委员，1979年12月任中国国民党中央财务委员会主任委员。在其任内，党营事业盈余增加二十五倍多，另有投资台湾集成电路、安锋钢铁、欣欣水泥、中加投资、环宇投资、台港贸易、大华证券、大通建筑经理、台北世贸中心大楼、保生制药、永进生物科技及七家“欣”字号瓦斯公司等三十七家新事业，并成立启圣、建华两家控股公司。对党之财务统筹支配，党务基金之募集运用，及整理党营事业，充裕党务经费，卓有贡献，获颁实践一等奖章。
1988年－1993年，徐立德任国民党中央委员会副秘书长兼中央财务委员会主任委员。
2000年，國民黨於總統選舉失利，實施組織整併，將中央財務委員會與中央委員會秘書處合併為行政管理委員會。